# Массимино, Майкл Джеймс
Майкл «Майк» Джеймс Массими́но (англ. Michael “Mike” James Massimino; род. 1962) — астронавт НАСА и писатель-мемуарист. Совершил два космических полёта на шаттлах: STS-109 (2002, «Колумбия») и STS-125 (2009, «Атлантис»), совершил четыре выхода в открытый космос, инженер.

## Личные данные и образование

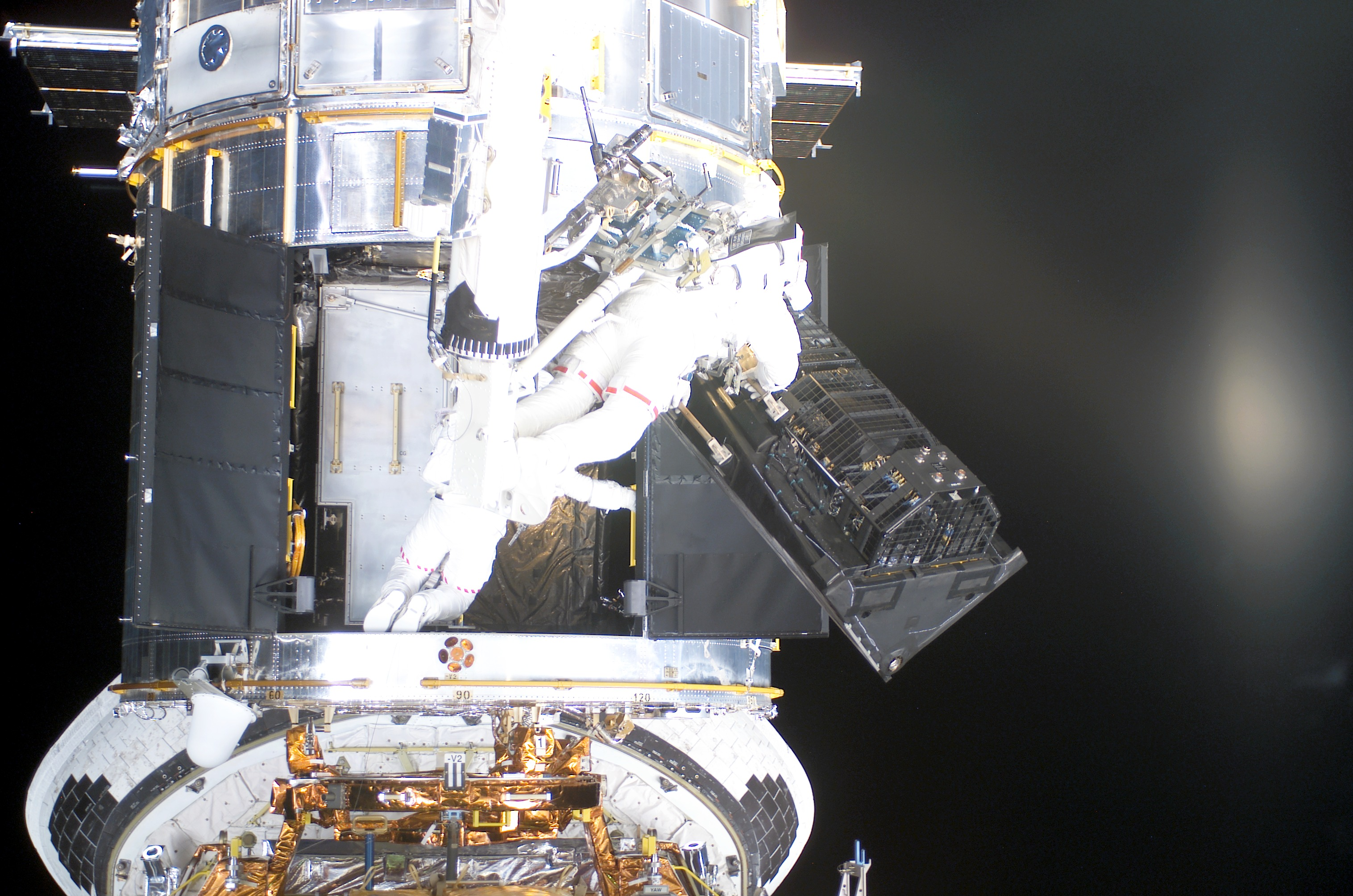
Ремонт телескопа имени Хаббла.

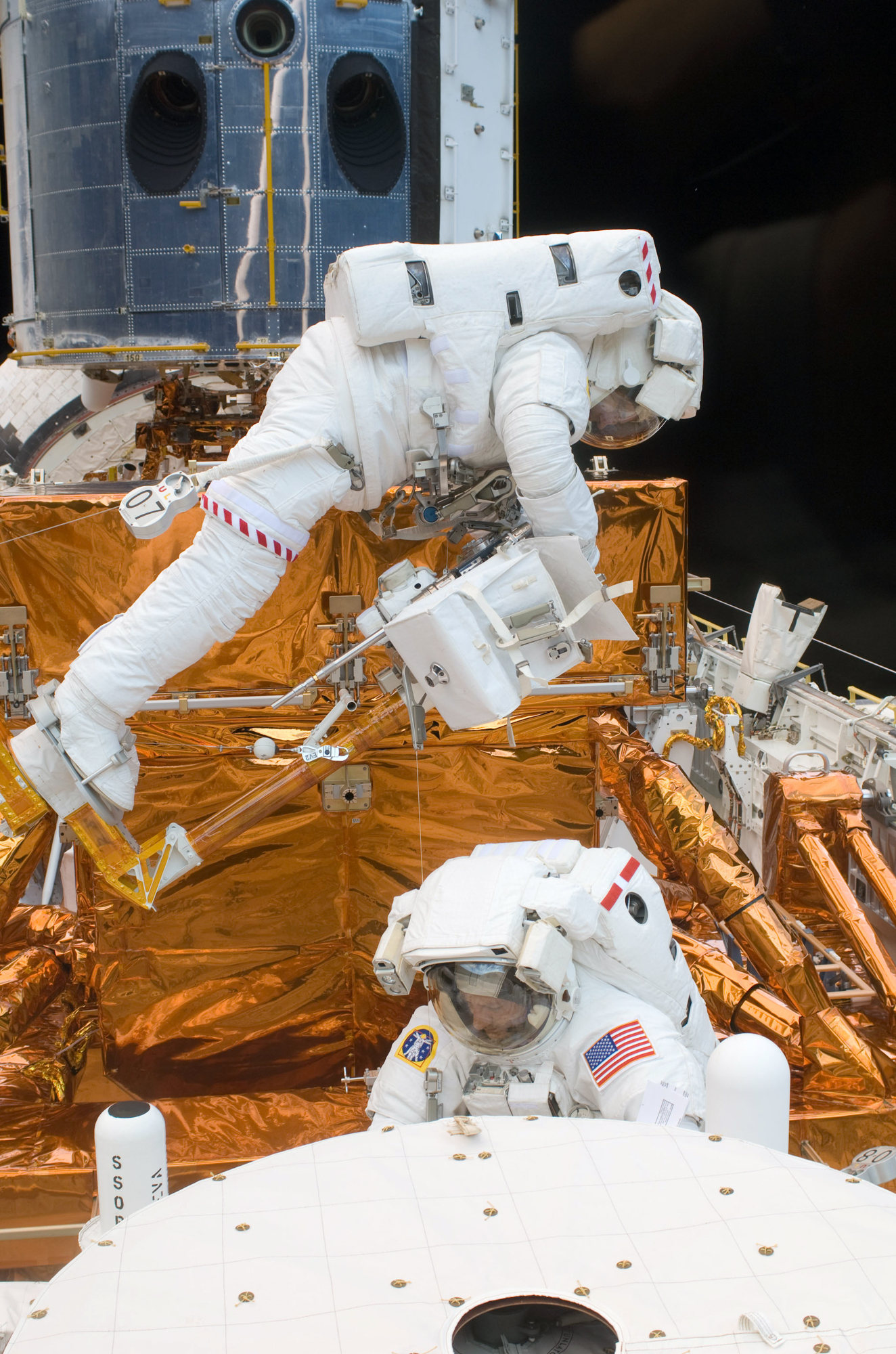
STS-125: работа в открытом космосе.

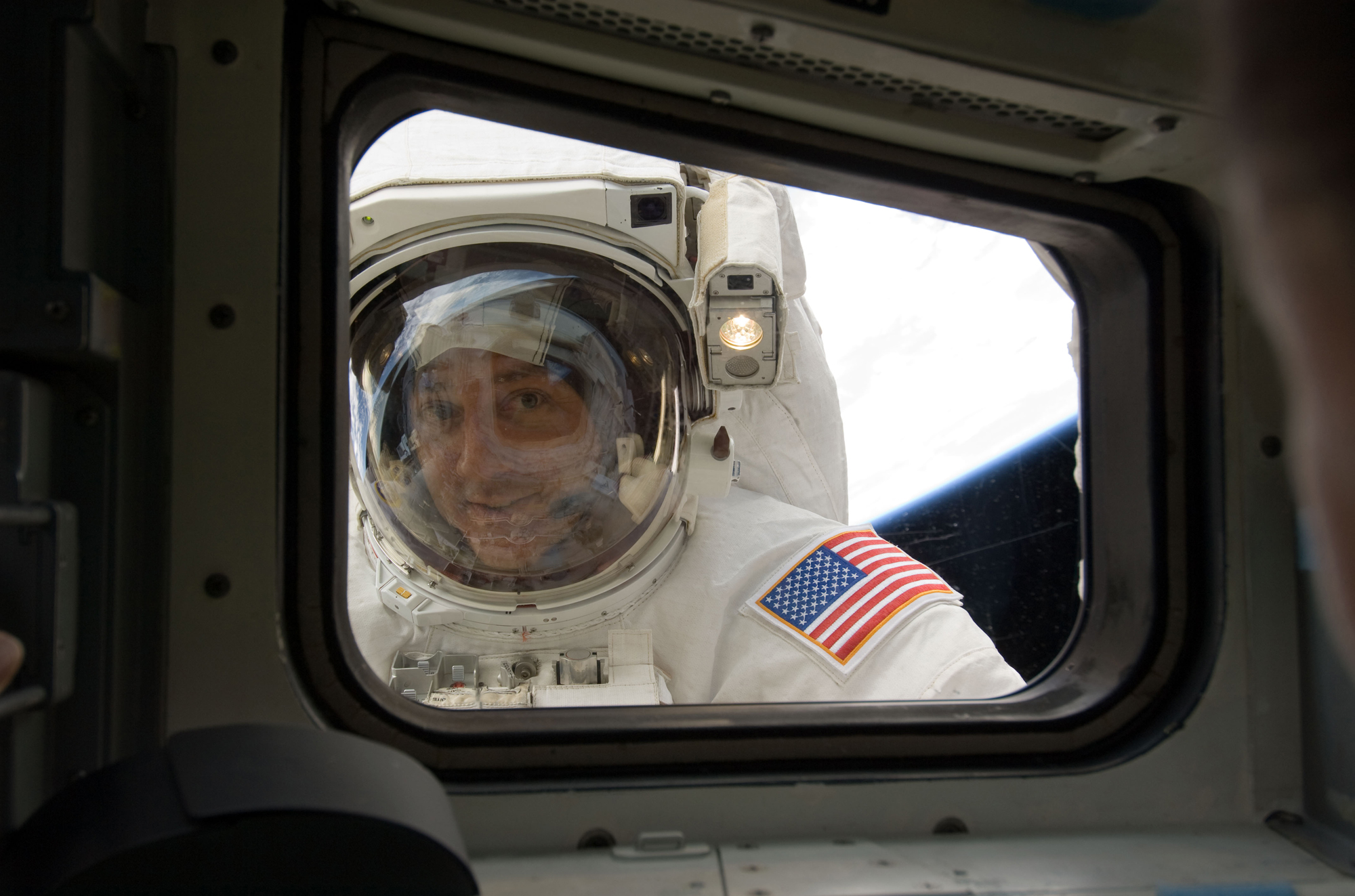
STS-125: работа в открытом космосе.

Майкл Массимино родился 19 августа 1962 года в городе Ошенсайд, штат Нью-Йорк, но своим родным считает город Франклин-Сквеэ, в том же штате, где в 1980 году окончил среднюю школу. В 1984 году получил степень бакалавра в области промышленного строительства, c отличием закончив Колумбийский университет. В Массачусетском технологическом институте получил степени: в 1988 году — магистра наук в области машиностроения, технологий и администрирования, в 1990 году — инженера-механика и в 1992 году — степень Ph. D. в области машиностроения.
Женат на Кэрол Р. Пардо, у них двое детей. Он любит полёты, баскетбол, сквош, и интересную работу. Его родители, Марио и Винценза Массимино, проживают во Франклин-Сквеэ.

## До НАСА
C 1984 до 1986 годы Массимино работал на IBM в качестве инженера по системам, где он оказывал помощь клиентам IBM с большими компьютерными системами. В 1986 году он поступил в аспирантуру при Массачусетском технологическом институте, где занимался разработкой дисплеев и обратными связями «человека-оператор — космические системы робототехники». Его работа привела к патенту, и ещё к одному, который находится на рассмотрении. С лета 1990 года, Массимино стал работать в немецкой корпорации аэрокосмических исследований, где он внёс заметный вклад в развитие робототехники, его работа была использована на STS-55. После окончания Массачусетского технологического института в 1992 году начал работать инженером-исследователем в McDonnell Douglas в Хьюстоне, штат Техас, где он разработал компьютерные дисплеи, которые помогли операторам шаттлов в работе с системами дистанционного управления манипуляторами. Эти дисплеи были испробованы в полёте STS-69. С 1992 по 1995 он был помощником адъюнкт-профессора на машиностроительном факультете в Университете Райса, где преподавал курс «обратная связь в механических системах». В сентябре 1995 года Массимино поступил в качестве доцента на факультет промышленных и инженерных систем в Технологическом институте Джорджии. В институте он преподавал курс «Инженерные системы человек-машина» и проводил исследования на интерфейсе «человек-машина» для космических и авиационных систем в Центре исследований систем человек-машина. Он опубликовал множество статей в технических журналах и участвовал в работе технических конференций.

## Подготовка к космическим полётам
Принимал участие в 15-м наборе НАСА. 1 мая 1996 года был зачислен в отряд НАСА в составе шестнадцатого набора, кандидатом в астронавты. Стал проходить обучение по курсу Общекосмической подготовки (ОКП). По окончании курса, в 1998 году получил квалификацию «пилот корабля» и назначение в Офис астронавтов НАСА. Получил назначение в Отдел робототехники. С 2002 года стал работать оператором связи в Центре Управления Полётами.

## Полёты в космос
- Первый полёт — STS-109[3], шаттл «Колумбия». C 1 по 12 марта 2002 года в качестве специалиста полёта. Основной задачей 3-й миссии к телескопу являлись ремонт и дооснащение космического телескопа имени Хаббла. Помимо этого в полётное задание STS-109 были включены два дополнительных эксперимента технического характера (навигация с помощью системы GPS и определение характеристик при посадке с боковым ветром), 8 экспериментов медицинского характера и образовательная программа, предусматривающая создание 20-минутных видеоуроков и сеансы связи со школами[4]. Астронавты совершили 5 выходов в открытый космос. Массимино выполнил два: 5 марта — 7 часов 16 минут и 7 марта — 7 часов 30 минут. Основными задачами экипажа STS-109 по модернизации и ремонту «Хаббла» были следующие (в порядке приоритета): замена блока маховика RWA-1 (англ. Reaction Wheel Assembly), замена солнечных батарей[5], замена блока управления электропитанием PCU (Power Control Unit), снятие камеры съёмки тусклых объектов — FOC (от англ. Faint Object Camera) и установка усовершенствованной обзорной камеры ACS (от англ. Advanced Camera for Surveys), установка системы охлаждения инфракрасной камеры-спектрометра NICMOS (англ. Near Infrared Camera and Multi-Object Spectrometer). Продолжительность полёта составила 10 дней 22 часа 11 минут[6].

- Второй полёт — STS-125[7], шаттл «Атлантис». C 11 по 24 мая 2009 года в качестве специалиста полёта. Экспедиция «Атлантис» STS-125 продлила работоспособность телескопа, по крайней мере, до 2014 года. Во время экспедиции астронавты установили на телескопе Хаббл шесть новых гироскопов стабилизации, шесть новых никель-водородных аккумуляторов, новый компьютер, отвечающий за обработку данных, новую широкоугольную камеру (Wide Field Camera 3) и новый спектрограф космического излучения (Cosmic Origins Spectrograph). Стоимость новой широкоугольной камеры — 126 миллионов долларов, стоимость спектрографа — 81 миллион долларов. Астронавты «Атлантиса» также восстановили работоспособность регистрирующего спектрографа (Space Telescope Imaging Spectrograph), у которого в 2007 году вышла из строя система электропитания и усовершенствованную обзорную камеру (Advanced Camera for Surveys), которая вышла из строя в 2007 году. Астронавты также установили на телескопе усовершенствованный датчик точного наведения (fine guidance sensor). Во время полёта выполнил два выхода в открытый космос: 15 мая — 7 часов 56 минут и 17 мая — 8 часов 2 минуты. Продолжительность полёта составила 12 дней 21 час 37 минут[8].

Общая продолжительность внекорабельной деятельности (ВКД) за 4 выхода — 30 часов 32 минуты. Общая продолжительность полётов в космос — 23 дня 19 часов 47 минут.

## После полётов
Автор более десятка публикаций в журналах и докладов на конференциях. Имеет два патентных свидетельства. В октябре 2011 года ушёл из отряда астронавтов и перешёл на работу в Центр космических исследований имени Джонсона, в Хьюстоне, штат Техас.
Снялся в нескольких эпизодах популярного сериала «Теория Большого взрыва» в роли самого себя.

## Награды и премии
Награды: Медаль «За космический полёт» (2002 и 2009) и многие другие, в том числе Медаль Эглестона (2011).